# Park Jeong-lim
Dans ce nom coréen, le nom de famille,  Park , précède le nom personnel.
Park Jeong-lim, née le 25 septembre 1970, est une handballeuse internationale sud-coréenne.
Avec l'équipe de Corée du Sud, elle participe aux Jeux olympiques de 1992 et 1996 où elle remporte respectivement des médailles d'or et d'argent.
En 1995, elle remporte le titre de championne du monde avec la Corée.

## Palmarès
- Jeux olympiques d'été
  -  aux Jeux olympiques de 1992 à Barcelone,  Espagne
  -  aux Jeux olympiques de 1996 à Atlanta,  États-Unis
- Championnat du monde
  -  Médaille d'or au Championnat du monde 1995,  Autriche /  Hongrie